# Eupithecia intolerabilis
Eupithecia intolerabilis là một loài bướm đêm trong họ Geometridae.